# GAZ-53
Il GAZ-53 era un autocarro medio prodotto in Unione Sovietica dalla GAZ di Nizny Novgorod dal 1961 al 1993. Aveva un carico utile di 3-4 tonnellate, e c'era anche una versione leggermente più piccola e leggera, il GAZ-52, che aveva un carico utile di 2,5 tonnellate. Il GAZ-53 era disponibile con un 4,3 litri motore V8, una versione modificata di quello utilizzato nei veicoli GAZ-13, mentre il GAZ-52 era disponibile con il precedente motore GAZ-51 a 3,5 litri 6 cilindri. Nonostante la nuova e più moderna carrozzeria, entrambe le varianti riprendevano il telaio e la maggior parte delle meccaniche del camion GAZ-51.
Data la lunga produzione del GAZ-52/53 e delle loro varianti, la serie è una vista comune nell'Europa orientale. Non devono essere confusi con lo ZIL-130 da 5-6 tonnellate, anch'esso solitamente verniciato di blu chiaro con una griglia bianca. La calandra GAZ è scanalata verticalmente e gli indicatori di direzione si trovano sopra i fari. La ZIL ha lampeggiatori sotto i fari e la sua griglia è inclinata orizzontalmente.
Il GAZ-53A è stato anche costruito su licenza dalla KTA Madara a Šumen, in Bulgaria, a partire dal 1967. Erano chiamati la serie Madara 400 (il "4" rappresentava il suo carico utile di quattro tonnellate). A partire dagli anni '70, i camion costruiti in Bulgaria furono equipaggiati con motori diesel Perkins a quattro cilindri da 3,9 litri costruiti localmente, prodotti dalla fabbrica di motori Vasil Kolarov di Varna. Questi motori avevano 80 o 100 CV (59 o 74 kW). Madara costruì circa 3.000 camion all'anno nel corso degli anni '80, che soddisfacevano le esigenze del mercato locale.
Come per i modelli precedenti di questi camion, il GAZ-52/53 è stato ampiamente esportato in tutto il blocco orientale, ma non era disponibile al di fuori di esso.
Ancora una volta, era disponibile in molte varianti, dai camion a pianale standard, agli autobus, ai furgoni, ai camion dei pompieri, agli autocarri con cassone ribaltabile e alcuni altri. Il design venne costantemente modernizzato nel corso del tempo, ma la carrozzeria rimase sostanzialmente la stessa durante tutta la produzione. Con lo scioglimento dell'Unione Sovietica nel 1991, il GAZ-52/53 divenne disponibile anche per gli acquirenti privati, e questo aumentò leggermente il loro numero di vendite, ma poiché il design stava visibilmente invecchiando e il mercato stava cambiando, c'era bisogno di una sostituzione. La produzione del GAZ-53 terminò nel 1993.